# Wilbur Glenn Voliva
Wilbur Glenn Voliva (10 de marzo de 1870 - 11 de octubre de 1942) fue un evangelista estadounidense y teórico de la Tierra plana que lideró la ciudad de Zion, Illinois, a principios del siglo XX.
Voliva nació en una granja en Indiana el 10 de marzo de 1870. En 1889 ingresó en la Union Christian College; se graduó cinco años después y se convirtió en ministro. En 1898 se sintió atraído por las enseñanzas de John Alexander Dowie y finalmente se unió a su congregación, convirtiéndose en un anciano de la Iglesia Católica Cristiana de Sion, Illinois. En 1901 emigró a Australia para convertirse en supervisor a cargo de la sucursal australiana.
En septiembre de 1905, Dowie sufrió un derrame cerebral y se recuperó en Jamaica, reclamando $ 2,000 al mes por gastos de las inversiones, y le pidió a Voliva que regresara para supervisar la ciudad en su ausencia. Voliva llegó en febrero de 1906, tras lo cual la congregación se rebeló contra el liderazgo de Dowie, acusándolo de corrupción y poligamia, y eligió a Voliva como jefe de la iglesia, que luego renombró como "Iglesia Católica Apostólica Cristiana". Con una gestión cuidadosa, rescató a Zion de la bancarrota., ganando el apoyo de los miembros de la iglesia. Mantuvo un estricto control sobre sus alrededor de 6.000 seguidores, que componían la comunidad, incluso hasta el punto de dictar la elección de cónyuges. La ciudad de Zion estaba efectivamente controlada por la iglesia; todos sus bienes raíces, aunque se vendieron a precios de mercado, se transfirieron bajo un contrato de arrendamiento de 1.100 años, sujeto a muchas restricciones y a la rescisión por capricho del Supervisor General. Las religiones distintas de la Iglesia Católica Apostólica Cristiana fueron efectivamente prohibidas: los predicadores visitantes de sectas rivales fueron acosados y perseguidos fuera de la ciudad por la policía de la ciudad. Voliva diversificó Zion Industries, una empresa industrial propiedad de la iglesia que fabricaba encajes escoceses, para incluir una panadería que producía las populares galletas de barra de higo de la marca Zion y chocolates White Dove. Zion era una colonia obrera y sus trabajadores recibían salarios deficientes. Voliva introdujo muchas reglas nuevas para los miembros y se colocaron avisos por toda la ciudad con severas advertencias de que los independientes (que no pertenecían a la iglesia) estaban prohibidos. Pero la ciudad se estableció como un espacio seguro para quienes se encontraban dentro de sus límites.

A partir de 1914, Voliva ganó notoriedad en todo el país por su vigorosa defensa de la doctrina de la tierra plana. Ofreció un desafío de $ 5,000 ampliamente publicitado para que cualquiera refutara la teoría de la tierra plana. Las escuelas de la iglesia en Zion enseñaron la doctrina de la tierra plana. En 1923, Voliva se convirtió en el primer predicador evangélico del mundo en poseer su propia estación de radio, WCBD , que se podía escuchar hasta en Centroamérica. Su estación de radio transmitió sus diatribas contra la astronomía terrestre redonda y los males de la evolución. Habló del sol de la siguiente manera:
La idea de un sol de millones de millas de diámetro y 91.000.000 millas [146.000.000 km] de distancia es una tontería. El sol tiene solo 51 km [32 millas] de ancho ya no más de 4.800 km [3.000 millas] de la tierra. Es lógico que deba ser así. Dios hizo el sol para iluminar la tierra y, por lo tanto, debe haberlo colocado cerca de la tarea para la que fue diseñado. ¿Qué pensaría de un hombre que construyó una casa en Zion y puso la lámpara para encenderla en Kenosha, Wisconsin? 
Se centró cada vez más en destruir la 'trinidad de males": astronomía moderna, evolución y alta crítica, insistiendo en una interpretación estricta de los días de 24 horas para la creación y viajando a Dayton, Tennessee, para comparecer como testigo en el juicio de Scopes (no fue llamado). Voliva también predijo que el fin del mundo llegaría en 1923, 1927, 1930, 1934  y 1935.
Al igual que su predecesor, Voliva desarrolló cada vez más un estilo de vida abiertamente lujoso, amasó una fortuna personal de $ 5 millones en 1927, lo que comenzó a alienar a sus seguidores, especialmente después de las dificultades provocadas por la Gran Depresión, que obligó a entrar a Zion Industries a la bancarrota. En 1935, Voliva trató de revivir la decadente fortuna de la iglesia instituyendo el anual Obra de la Pasión de Zion. Sin embargo, en 1937, un empleado descontento prendió fuego al enorme Tabernáculo de Shiloh de la iglesia, donde tuvo lugar la obra. Poco después, Voliva se vio obligado a declararse en quiebra personal y quedó reducido a ser el presidente honorario de Zion Industries. El gobierno de la ciudad volvió a los independientes y las nuevas autoridades seleccionaron un globo para la calcomanía obligatoria del automóvil que Voliva se vio obligado a colocar en su automóvil. Pasó la mayor parte de su tiempo en Florida, donde esperaba establecer otra colonia religiosa, pero en 1942, después de ser diagnosticado con cáncer terminal, Voliva hizo una confesión pública entre lágrimas a sus seguidores de que había malversado fondos de la iglesia para su uso personal y cometió otras fechorías. Murió poco después, el 11 de octubre de 1942 (aunque anteriormente había declarado que viviría hasta los 120 años debido a su dieta de nueces de Brasil y suero de leche), y la iglesia casi se disolvió. Un pequeño remanente se reorganizó bajo el liderazgo de Michael Mintern. Más tarde se le cambió el nombre a "Christ Community Church".